# فرد کینگزبری
فرد کینگزبری (انگلیسی: Fred Kingsbury; ۲۰ مهٔ ۱۹۲۷ – ۷ اکتبر ۲۰۱۱) قایقران روئینگ اهل ایالات متحده آمریکا بود.